# Raymond Kurzweil
Raymond Kurzweil (Queens, 12 de febrer de 1948) és un inventor nord-americà, a més de músic, empresari, escriptor, filòsof i científic especialitzat en Ciències de la Computació i Intel·ligència artificial. Des de 2012 és director d'enginyeria a Google.
Expert tecnòleg de sistemes d'intel·ligència artificial i eminent futurista, és actualment president de l'empresa informàtica Kurzweil Technologies, que es dedica a elaborar dispositius electrònics de conversa màquina-humà i aplicacions per a persones amb discapacitat, així com impulsor de la Universitat de la Singularitat de Silicon Valley. Raymond Kurzweil és un pioner de la llei dels rendiments accelerats i de la història de la tecnologia, amb la seva idea del canvi accelerat.

## Pensament sobre futurisme i transhumanisme
Kurzweil va començar a especular sobre el futur quan només era un nen, tot i que va ser més tard, sent adult, quan es va involucrar seriosament en la predicció exacta dels esdeveniments pròxims. Kurzweil va arribar a comprendre que el seu èxit com a inventor depenia en gran manera d'una apropiada elecció dels temps: els seus nous invents s'havien de fer públics només quan moltes altres tecnologies de suport els donaven pas. Un dispositiu publicat massa aviat i sense un adequat refinament mancaria d'elements clau per a la seva funcionalitat; contràriament, un dispositiu comercialitzat massa tard trobaria un mercat inundat de diferents productes o consumidors àvids per alguna cosa millor.
Va arribar a ser un imperatiu per a Kurzweil la comprensió dels ritmes i direccions dels desenvolupaments tecnològics. Al llarg de la seva vida havia mantingut un estret seguiment dels avenços en ordinadors i màquines industrials i els havia modelitzat amb precisió. Extrapolant tendències passades al futur, Kurzweil va elaborar un mètode de predicció del curs del desenvolupament tecnològic.
Després de diversos anys de seguiment d'aquestes tendències, Kurzweil va arribar a una conclusió: la taxa d'innovació en tecnologies de la computació creixia d'una manera no lineal sinó exponencial. Com a informàtic també va comprendre que no hi havia una raó tècnica perquè aquest tipus de creixement no es mantingués d'aquesta manera al segle xxi.
Ja que el desenvolupament en molts camps de la ciència i la tecnologia depèn de la potència els ordinadors, les millores en aquest àmbit es traslladen automàticament en millores del coneixement humà i altres ciències sense relació directa amb la computació, com la nanotecnologia, la biotecnologia i la ciència dels materials. Aquest creixement exponencial de les capacitats dels ordinadors donaria pas a noves tecnologies fantàstiques, que estarien disponibles molt abans del que la majoria de la gent intuiria amb les seves expectatives de creixement lineal.
"En el moment en què un àmbit de la ciència o la tecnologia es converteix en informació, s'accelera i creix exponencialment", diu Kurzweil, que denomina aquesta idea la "llei de rendiments accelerats".
Kurzweil prediu que entre ara i el 2050 la tecnologia arribarà a ser tan avançada que els progressos en medicina permetran a la gent ampliar radicalment la seva esperança de vida i la qualitat de la mateixa. Els processos d'envelliment podrien ralentitzar-se, més tard aturar-se i finalment revertir-se quan aquestes noves tecnologies mèdiques estiguessin disponibles. Kurzweil sosté que gran part d'això serà fruit dels avenços tecnològics en nanomedicina, que permetrà que màquines microscòpiques viatgin pel nostre cos reparant tota mena de danys a nivell cel·lular. De la mateixa manera, els avenços tecnològics en el món dels ordinadors donaran lloc a màquines cada cop més potents, nombroses i de baix cost. Kurzweil prediu que un ordinador passarà el test de Turing cap al 2029, demostrant tenir una ment (intel·ligència, consciència de si mateix, riquesa emocional...) indistingible d'un ésser humà. A aquest moment se l'ha denominat singularitat tecnològica (terme popularitzat pel matemàtic, informàtic i autor de ciència-ficció Vernor Vinge). Kurzweil prediu que la primera intel·ligència artificial serà construïda per una simulació per ordinador d'un cervell humà, cosa que serà possible gràcies a un escàner guiat per nanobots. Una màquina dotada d'intel·ligència artificial podria fer tasques intel·lectuals humanes i seria emocional i autoconscient. Kurzweil sosté que aquesta IA arribarà a ser, inevitablement, més intel·ligent i poderosa que la d'un ésser humà. Suggereix que les IA mostraran pensament moral i respecte cap als humans com els seus ancestres. D'acord amb les seves prediccions, la línia entre humans i màquines es difuminarà com a part de l'evolució tecnològica. Els implants cibernètics milloraran en gran manera l'ésser humà, el dotaran de noves habilitats físiques i cognitives i li permetran interactuar directament amb les màquines.

## Prediccions
L'obra de Kurzweil s'ha caracteritzat per la realització de prediccions sobre el futur de la humanitat amb un percentatge d'encert del 86 %.

### L'era de les màquines intel·ligents
Kurzweil va obtenir gran part de la seva credibilitat com a futurista gràcies al seu primer llibre, L'era de les màquines intel·ligents. Escrit entre 1986 i 1989, i publicat al 1990, allà hi prediu la desaparició de la Unió Soviètica a causa de les noves tecnologies com els telèfons mòbils i les màquines de fax, que restarien poder als governs autoritaris, eliminant el control dels estats sobre el flux d'informació. Al llibre, Kurzweil també extrapola les tendències preexistents en les millores del software d'escacs per a ordinadors, predint correctament que els ordinadors derrotarien als millors jugadors d'escacs humans cap al 1998. De fet, va ser al maig de 1997 quan el campió mundial d'escacs Gary Kasparov va ser derrotat per l'ordinador Deep Blue.
Potser més significativa és la predicció de Kurzweil sobre l'explosiu creixement de l'ús d'Internet cap als anys 90. En el moment de la publicació de L'era de les màquines intel·ligents, hi havia tan sols 2,6 milions d'usuaris d'Internet al món i aquella tecnologia no era massa estable ni fàcil d'usar, a més de força escassa quant a continguts. També va establir que l'explosió d'Internet no seria només en el nombre d'usuaris, sinó també en el contingut, permetent als usuaris l'accés a xarxes bibliotecàries internacionals, bases de dades i serveis d'informació. Més encara, Kurzweil va preveure correctament que l'ús principal d'Internet s'esdevindria a través de sistemes sense fils.
Kurzweil també va predir encertadament que la majoria dels documents existirien únicament als ordinadors i Internet cap a finals dels 90, i que aquests documents inclourien, amb freqüència, animacions, sons i vídeos incrustats que en farien impossible la impressió en paper.
A més, va preveure que els telèfons mòbils creixerien en popularitat i minvarien en mida.

### L'era de les màquines espirituals
L'any 1999 Kurzweil va publicar el llibre titulat L'era de les màquines espirituals, que aprofundeix en l'explicació de les seves idees futuristes. La tercera i última secció del llibre es dedica a especificar els avenços tecnològics que l'autor prediu que el món experimentarà en el decurs del segle XXI. Titulada "To face the future" ("Enfrontar el futur"), la secció està dividida en quatre capítols titulats, respectivament, "2009", "2019", "2029" i "2099". Per cada capítol, Kurzweil estableix prediccions sobre com serà la vida i la tecnologia en aquell any.
Per començar, Kurzweil havia afirmat que l'any 2009 seria un any de transició continuada cap a les memòries d'ordinador purament electròniques, que seguirien reemplaçant les velles memòries rotatives. Aquesta predicció no ha sigut completament encertada per ara, ja que, tot i que la capacitat dels dispositius basats en la tecnologia flash ha augmentat considerablement (des de menys d'1 MB en els seus inicis a 2 TB al 2009), els discs durs també han experimentat un fort creixement, tant en la seva capacitat com en les seves vendes. Mentrestant, no ha arribat la imposició de la tecnologia flash en aplicacions de gran capacitat. No obstant això, l'emmagatzematge en memòries estàtiques és el mètode preferit en aplicacions de baixa qualitat, com els reproductors d'MP3, les videoconsoles portàtils, els telèfons mòbils i les càmeres digitals. Samsung va anunciar el 20 de novembre de 2008 que iniciaria la producció massiva de memòries fixes de 256 GB per al seu ús en ordinadors portàtils i de sobretaula, tot i que aquests dispositius costaran al voltant de 1000 dòlars, fent que l'emmagatzematge tingui un cost deu vegades superior al de les capacitats similars en discs durs.
D'altra banda, Kurzweil va predir encertadament el creixement de la ubiqüitat de l'accés sense cables a Internet. És probablement més important el presagi de Kurzweil en relació amb l'explosiu creixement de la tecnologia peer-to-peer per compartir arxius i d'Internet com el principal mitjà per al comerç i l'accés a continguts com ara pel·lícules, programes de televisió, diaris, revistes i música.
Kurzweil va afirmar també que els xips tridimensionals serien d'ús comú al 2009 (tot i que desfasats, els xips "2-D" encara predominen). Tot i que IBM ha desenvolupat recentment la tecnologia necessària per "amuntegar" xips i ha anunciat plans per començar a usar-ne de tridimensionals en les seves supercomputadores i en aplicacions de comunicació sense fils, aquesta tecnologia romania marginal l'any 2009.

### La singularitat és a prop
Aquest llibre se centra en el futur de la tecnologia i l'espècie humana, com ho van fer L'era de les màquines intel·ligents i L'era de les màquines espirituals. Kurzweil prediu que al segle XXI la humanitat viurà les transformacions més importants dels últims temps. Diu que l'ésser humà s'alliberarà de les seves cadenes biològiques i la intel·ligència es concebrà com el fet més important del nostre univers. Tot i així, amb els nous canvis, la humanitat s'enfrontarà a diversos desafiaments de nova concepció, com l'augment de la intel·ligència no biològica, el progrés científic sense límits, la immortalitat... A La singularitat és a prop, Kurzweil analitza profundament aquests canvis que ell anomena singularitat tecnològica, així com les seves implicacions socials, filosòfiques i científiques.

### Altres prediccions
Més enllà de la seva faceta com a escriptor, Kurzweil és un personatge mediàtic, donat el seu alt percentatge d'encert, d'un 86 %, i pel fet que Google el contractés per dirigir el seu departament d'intel·ligència artificial. Ell mateix va assegurar que resulta més senzill predir les creixents capacitats de la tecnologia que els moviments del mercat.

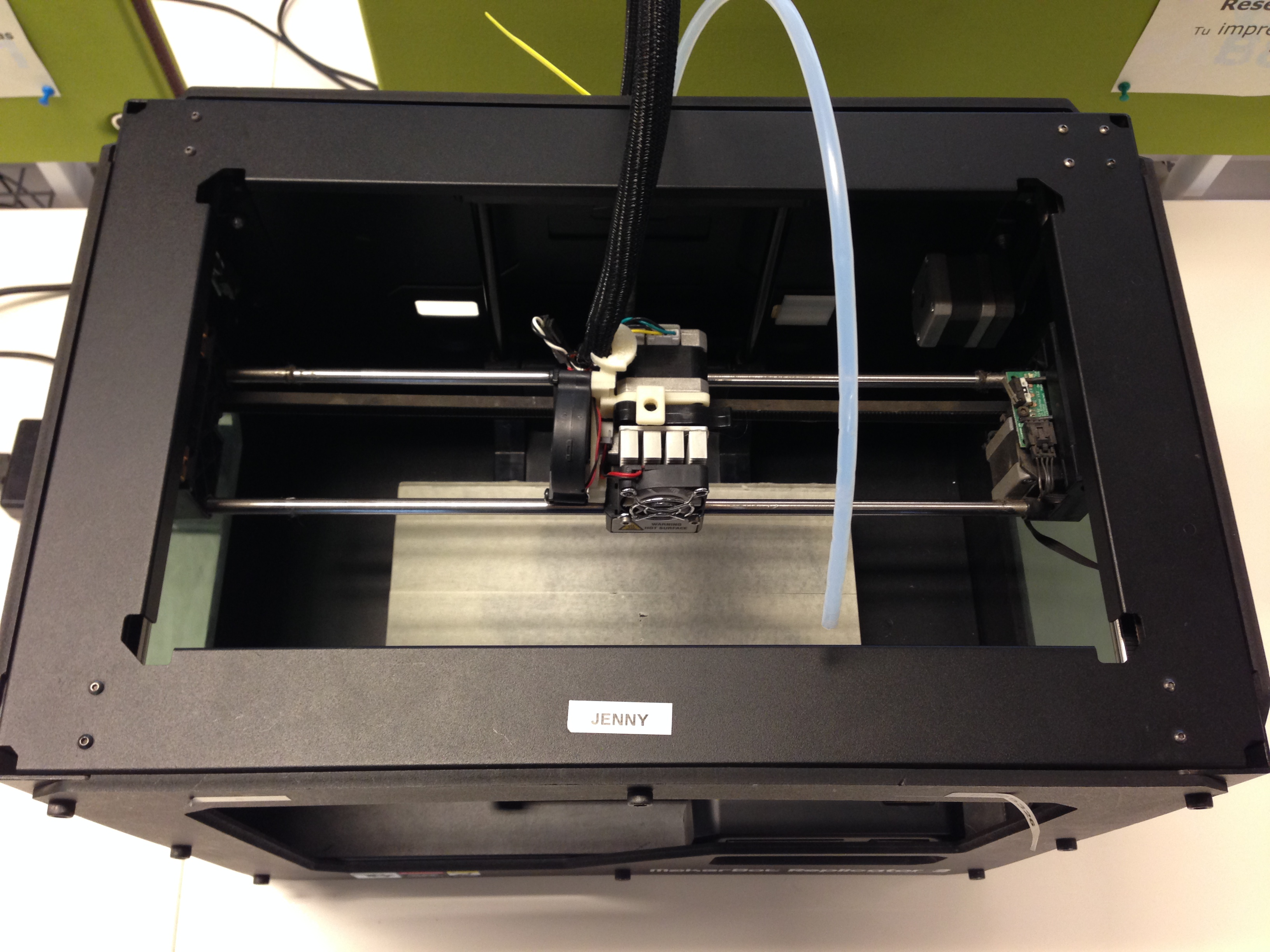
Impresora 3D de 0.25 mm

Kurzweil assegura, per exemple, que la impressió 3D arribarà a ser de gran escala i de codi obert, causant així que a la dècada de 2020 serem capaços d'imprimir "tot el que necessitem". En l'actualitat ja comptem amb cases 3D, caixes toràciques, membres protàtics, ponts, etcètera.
Per la dècada de 2030, Kurzweil aposta per "una immersió total de realitat virtual des de dins del nostre sistema nerviós" a través d'uns nanobots que connectaran el nostre cervell amb el núvol. "Serem capaços d'ampliar el nostre neocòrtex al núvol", afirma l'autor.
Però aquests nanobots no només realitzaran aquestes tasques, sinó que podran completar les funcions del sistema immunològic natural de l'ésser humà, arribant a vèncer fins i tot el càncer. Els futuròlegs anomenen aquest fenomen com "extensió radical de la vida", fins al punt de considerar que la mort es pot "derrotar".
Kurzweil considera que l'any 2045 serà decisiu, ja que aleshores arribarà la singularitat, el moment en el qual la taxa d'evolució biològica de creixement serà superada per la intel·ligència artificial. La vida humana es transformarà de manera irreversible i no concebrem igual la vida, canviaran els models de negoci pel cicle de la vida i el sentit que li donem a aquesta.
Per a Kurzweil, les conseqüències seran radicals i, entre elles, podrem "pujar" la nostra ment a una computadora, transferint la nostra consciència del cervell a l'ordinador, teòricament sense deixar de posseir-la —argument recolzat per Stephen Hawking.
D'aquesta manera, si la realitat virtual és totalment envolupant i les nostres ments poden restar a la computadora, el cos serà també virtual. Kurzweil diu: "Els cossos virtuals seran detallats i convincents com cossos reals. Nosaltres necessitem un cos —la nostra intel·ligència està dirigida cap a un cos—, però no ha de ser un cos fràgil, biològic, que estigui subjecte a tot tipus d'errors".